# Tetragonia namaquensis
Tetragonia namaquensis är en isörtsväxtart som beskrevs av Schlechter. Tetragonia namaquensis ingår i släktet tetragonior, och familjen isörtsväxter. Inga underarter finns listade i Catalogue of Life.